# Gauliga 1938-1939
L'edizione 1938-1939 della Gauliga vide la vittoria finale dello Schalke 04.
Da questa edizione il campionato si allargò a 18 squadre, in seguito alle annessioni naziste dell'Austria e dei Sudeti. Se nel secondo caso il relativo campionato regionale fu creato dal nulla, nel primo caso si utilizzò il vecchio campionato austriaco di calcio, che andò avanti con le stesse regole ma come fase preliminare del campionato nazionale tedesco.

## Partecipanti
| Squadra               | qualificata come                          |
| Hindenburg Allenstein | Campione della Gauliga Ostpreußen         |
| Viktoria Stolp        | Campione della Gauliga Pommern            |
| Blau-Weiß Berlin      | Campione della Gauliga Berlin-Brandenburg |
| Vorwärts Gleiwitz     | Campione della Gauliga Schlesien          |
| Dresdner SC           | Campione della Gauliga Sachsen            |
| SV Dessau 05          | Campione della Gauliga Mitte              |
| Amburgo               | Campione della Gauliga Nordmark           |
| Osnabrück             | Campione della Gauliga Niedersachsen      |
| Schalke 04            | Campione della Gauliga Westfalen          |
| Fortuna Düsseldorf    | Campione della Gauliga Niederrhein        |
| SpVgg Sülz 07         | Campione della Gauliga Mittelrhein        |
| CSC 03 Kassel         | Campione della Gauliga Hessen             |
| Wormatia Worms        | Campione della Gauliga Südwest            |
| VfR Mannheim          | Campione della Gauliga Baden              |
| Kickers Stoccarda     | Campione della Gauliga Württemberg        |
| 1. FC Schweinfurt 05  | Campione della Gauliga Bayern             |
| Admira Vienna         | Campione della Gauliga Ostmark            |
| Warnsdorfer FK        | Campione della Gauliga Sudetenland        |

## Fase a gironi

### Gruppo 1
|   | Classifica                 | Pt | G | V | N | P | GF | GS |
| - | -------------------------- | -- | - | - | - | - | -- | -- |
| 1 | Amburgo                    | 9  | 6 | 4 | 1 | 0 | 22 | 11 |
| 2 | Osnabrück                  | 6  | 6 | 2 | 2 | 2 | 10 | 12 |
| 3 | Hindenburg Allenstein      | 5  | 6 | 2 | 1 | 3 | 10 | 12 |
| 4 | SpVgg Blau-Weiß 90 Berlino | 4  | 6 | 1 | 2 | 3 | 7  | 14 |

### Gruppo 2

#### Gruppo 2a
|   | Classifica         | Pt | G | V | N | P | GF | GS |
| - | ------------------ | -- | - | - | - | - | -- | -- |
| 1 | Fortuna Düsseldorf | 6  | 4 | 3 | 0 | 1 | 7  | 4  |
| 2 | SpVgg Sülz 07      | 4  | 4 | 2 | 0 | 2 | 10 | 6  |
| 3 | Viktoria Stolp     | 2  | 4 | 1 | 0 | 3 | 1  | 8  |

#### Gruppo 2b
|   | Classifica           | Pt | G | V | N | P | GF | GS |
| - | -------------------- | -- | - | - | - | - | -- | -- |
| 1 | Dresdner SC          | 6  | 4 | 3 | 0 | 1 | 9  | 3  |
| 2 | 1. FC Schweinfurt 05 | 6  | 4 | 3 | 0 | 1 | 9  | 4  |
| 3 | Warnsdorfer FK       | 0  | 4 | 0 | 0 | 4 | 5  | 16 |

#### Finale Gruppo 2
| Dresdner SC | 4 – 1 | Fortuna Düsseldorf |

| Fortuna Düsseldorf | 3 – 3 | Dresdner SC |

### Gruppo 3
|   | Classifica          | Pt | G | V | N | P | GF | GS |
| - | ------------------- | -- | - | - | - | - | -- | -- |
| 1 | SK Admira Vienna    | 7  | 6 | 3 | 1 | 2 | 20 | 11 |
| 2 | Stuttgarter Kickers | 7  | 6 | 3 | 1 | 2 | 13 | 13 |
| 3 | VfR Mannheim        | 5  | 6 | 2 | 1 | 3 | 12 | 16 |
| 4 | SV Dessau 05        | 5  | 6 | 2 | 1 | 3 | 6  | 11 |

### Gruppo 4
|   | Classifica        | Pt | G | V | N | P | GF | GS |
| - | ----------------- | -- | - | - | - | - | -- | -- |
| 1 | Schalke 04        | 10 | 6 | 5 | 0 | 1 | 17 | 5  |
| 2 | Vorwärts Gleiwitz | 8  | 6 | 4 | 0 | 2 | 12 | 11 |
| 3 | Wormatia Worms    | 6  | 6 | 3 | 0 | 3 | 12 | 10 |
| 4 | CSC 03 Kassel     | 0  | 6 | 0 | 0 | 6 | 4  | 19 |

## Fase finale

### Semifinali
| SK Admira Vienna | 4 – 1 | Amburgo |

| Schalke 04 | 2 – 0 | Dresdner SC |

una prima partita tra FC Schalke 04 e Dresdner SC venne giocata il 4 giugno 1939 a Berlino, e terminò 3-3 dopo i tempi supplementari

### Finale
| Schalke 04 | 9 – 0 | SK Admira Vienna |

## Verdetti
- FC Schalke 04 campione del Terzo Reich 1938-39.